# Namea dicalcaria
Namea dicalcaria is een spinnensoort in de taxonomische indeling van de bruine klapdeurspinnen (Nemesiidae).
Namea dicalcaria werd in 1984 beschreven door Raven.